# 卡利尼夫卡 (科韋利區)
51°12′4″N 24°33′34″E / 51.20111°N 24.55944°E
卡利尼夫卡（烏克蘭語：Калинівка），是烏克蘭的村落，位於該國西部沃倫州，由科韋利區負責管轄，始建於1755年，面積0.01平方公里，海拔高度188米，2001年人口10，人口密度每平方公里1,250人。